# إرنست مانينغ
إرنست مانينغ (بالإنجليزية: Ernest Manning) هو سياسي كندي، ولد في 20 سبتمبر 1908 في كندا، وتوفي في 19 فبراير 1996 في نفس البلد. حزبياً، نشط في حزب الائتمان الاجتماعي في ألبرتا ‏. وقد انتخب عضو الجمعية التشريعية ألبرتا عن دائرة Calgary (provincial electoral district) ‏ (4 نوفمبر 1935 – 21 مارس 1940) وانتخب عضو مجلس الشيوخ الكندي (7 أكتوبر 1970 – 20 سبتمبر 1983) وانتخب Premier of Alberta ‏ (31 مايو 1943 – 12 ديسمبر 1968).